# Muhammara
La muhammara o mhammara (in arabo محمرة‎?) è una salsa cremosa al peperoncino. È un prodotto alimentare originario di Aleppo (Siria), ma diffuso anche in Anatolia e nel Vicino Oriente.

## Ingredienti
Gli ingredienti principali sono generalmente: peperoni, freschi o secchi, noci tritate, pane grattugiato, olio d'oliva. Può contenere anche aglio, sale, succo di limone, sciroppo di melograno, e talora delle spezie come il cumino. Può essere guarnita con foglie di menta.
La muhammara viene consumata spalmata sul pane oppure come intingolo. È utilizzata anche come salsa piccante per insaporire kebab, carni alla griglia o pesce.